# Comisaría (serie de televisión)
Comisaría (también conocido como Comisaría 13 debido a referencias al Canal 13) es un programa de televisión paraguayo. Fue emitido por el Canal 13 (hoy Trece), emitiéndose desde el año 2006 hasta 2011, retomando una breve temporada en el año 2018.
Protagonizado por Luis D'Oliveira, Sandra Molas, Enrique Pavón, Pabla Thomen, Liliana Álvarez, Luis Troche, Marcos Pérez, entre otros.

## Argumento
La trama se concentra en una estación de policía llamada Comisaría 13° (decimotercera metropolitana) donde suceden eventos humorísticos de todo tipo.

## Reparto
- Luis D'Oliveira (+) - Comisario Jefferson Cañete
- Sandy Molas - Chico Valiente
- Marcos Pérez - Arma
- Michel Benítez - 37
- Silvia Flores - Susy Quebrado
- Rolando Acosta - Stigarribia
- Hugo Barrios
- Ariel León - Comandante Federico Quebrado
- Óscar Esquivel (+) - Facha
- Liliana Álvarez - Rigoberta
- Patricia "Patty" Orué - Fabi Orué
- Pedro Fariña
- Luis Troche - Eusebio Ayala
- Mirna Pereira
- Pabla Thomen
- Enrique Pavón - Comisario Chamorro (temporada 2006)
- Luis Caballero - Pistolita (temporada 2006 y 2018)